# Colette Ouzilou
Colette Ouzilou est une orthophoniste française. 
Elle exerce depuis 1973. Elle est l'auteur de Dyslexie, une vraie-fausse épidémie.

## Biographie
Colette Ouzilou a travaillé en cabinet libéral et dans plusieurs centres médico-psycho-pédagogiques (CMPP). D'après elle, les vrais dyslexiques ne représentent qu'à peine 1 % de la population. La majorité des difficultés en lecture serait dues, selon Colette Ouzilou, à un mauvais enseignement de la lecture. Pourtant les auteurs des études récentes et reconnues pour leur validité, estiment que la prévalence se situe plutôt autour de 5 % à 15 % et rappellent que le diagnostic de dyslexie se pose précisément comme la résistance d'un enfant à un apprentissage de la lecture bien mené pendant au moins deux années.

## Publications
- Dyslexie, une vraie-fausse épidémie, Presses de la Renaissance, 2001  (ISBN 2-85616-829-9)
- Nouvelle édition de Dyslexie : une vraie-fausse épidémie, septembre 2010
- J'apprends à lire et à écrire - Méthode simple et rapide, éditions Belize, août 2011,  (ISBN 978-2917289402).
- Dyslexique... vraiment ? Et si l'on soignait l'école, Albin Michel, 2014